# Expédition Mexpé

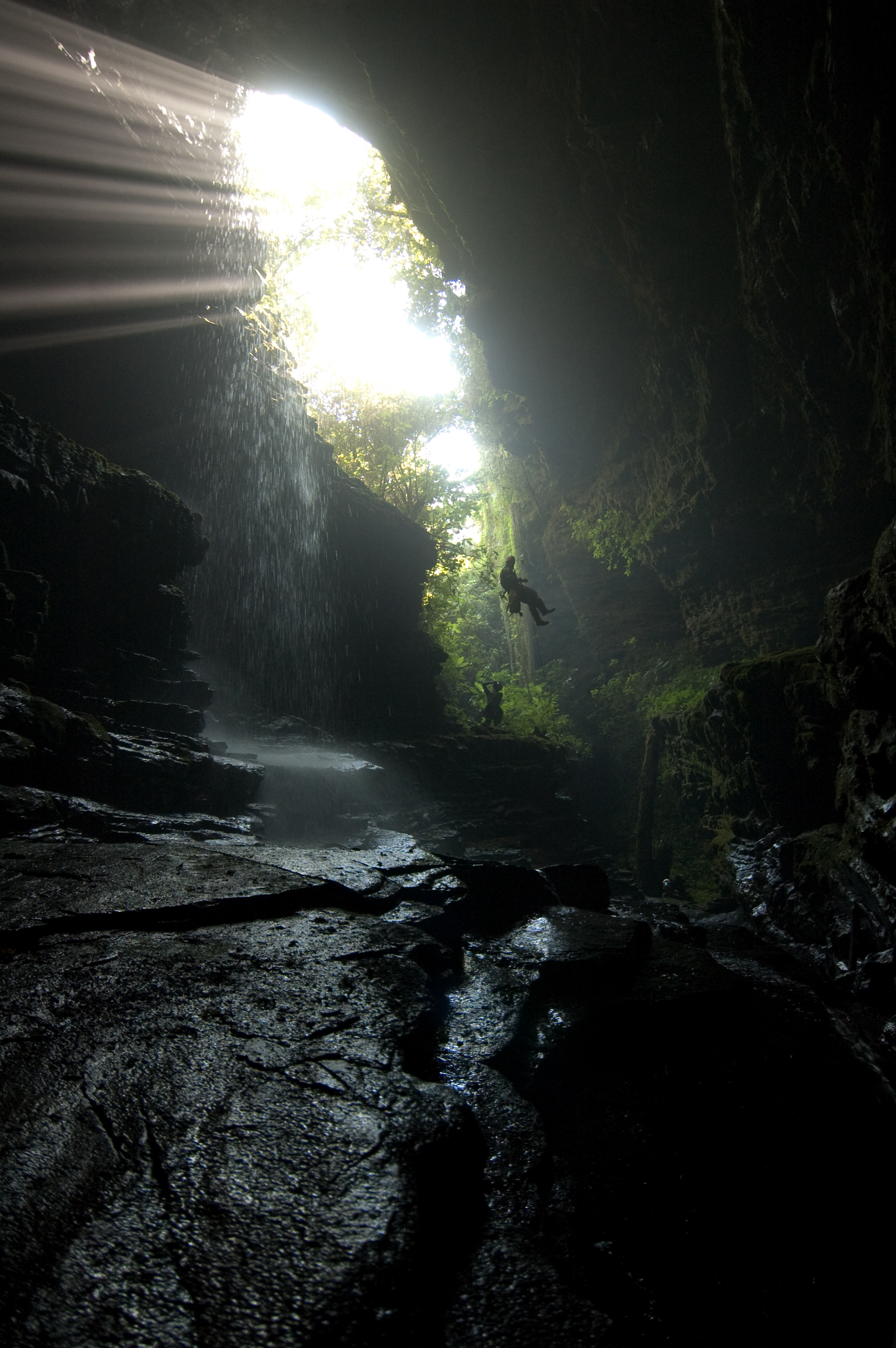
Puits d'entrée Traversita Mexpé 2011

 (avril 2025).
Si vous disposez d'ouvrages ou d'articles de référence ou si vous connaissez des sites web de qualité traitant du thème abordé ici, merci de compléter l'article en donnant les références utiles à sa vérifiabilité et en les liant à la section « Notes et références ».
 (avril 2025).
L'expédition Mexpé est une expédition spéléologique axée sur l'exploration des gouffres dans les montagnes de la Sierra Negra au Mexique.

## Le Projet Mexpé
En 1987, la Société québécoise de spéléologie fut l'instigatrice de ce vaste projet d'exploration spéléologique fondé sur l'initiative de Marc Tremblay.
Après plus de 25 ans de fructueuses découvertes impliquant une centaine de spéléologues, les expéditions se succèdent et ne cessent d'évoluer. Les équipes sont formées de spéléologues venant de Belgique, de France, du Mexique, d'Australie et majoritairement du Québec. 
Atteignant présentement plus de 900 mètres de profondeur et plus de 28 kilomètres de développement, le vaste réseau exploré et topographié fait partie d’un massif karstique culminant à 3 250 mètres d'altitude et dont une partie des eaux résurgent quelques milliers de mètres plus bas.

## Localisation

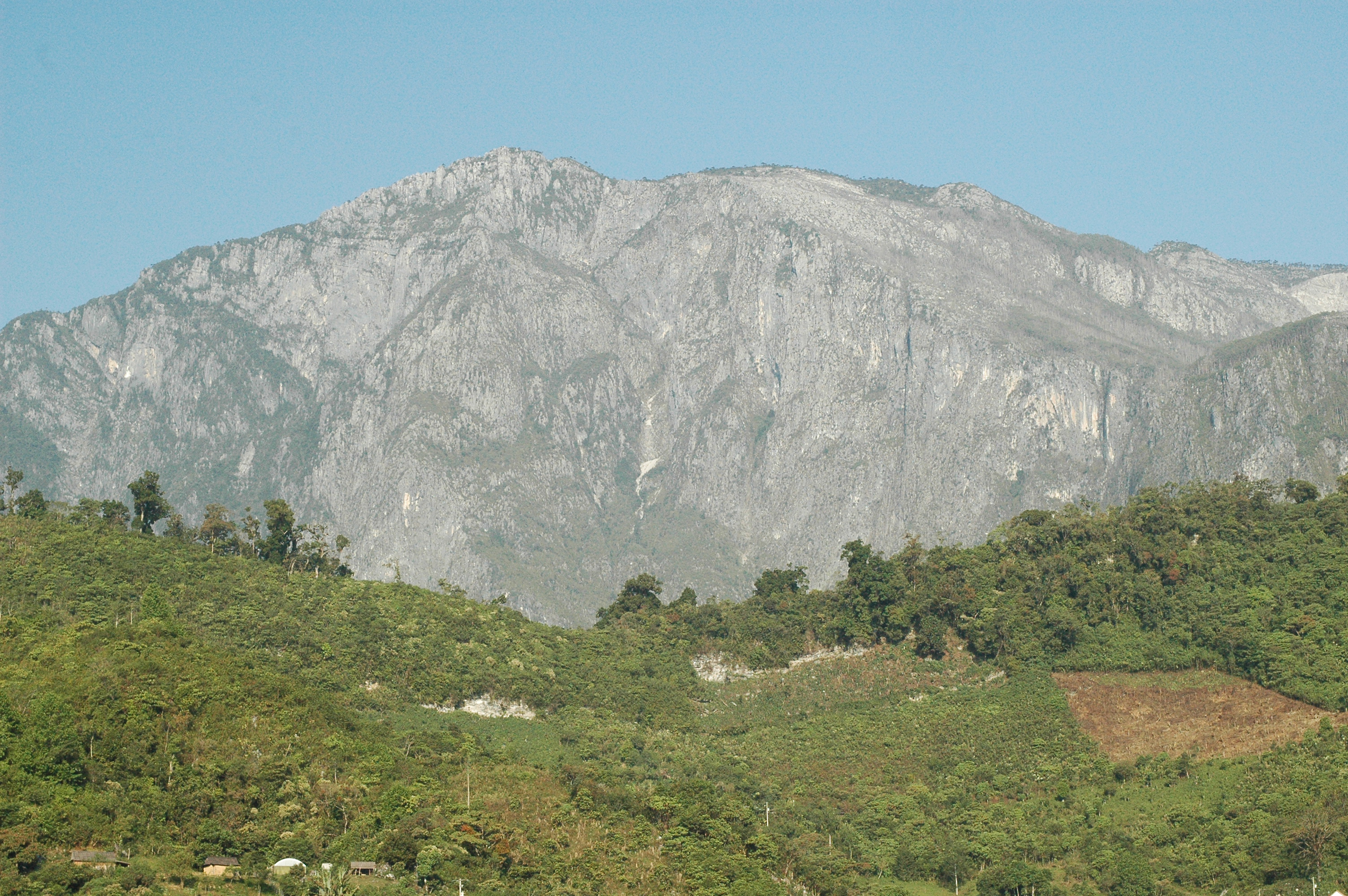
Zone d'exploration Zizintepetl

La zone d’exploration se situe dans l’extrémité sud-est de l’état de Puebla aux confins des états de Veracruz et de Oaxaca, à environ 300 km à vol d’oiseau de Mexico ou plus précisément, 60 km au sud de Córdoba.
Le secteur de prospection se présente comme un polygone difforme circonscrivant le plateau montagneux de la Sierra Negra. Les limites actuelles de ce polygone sont temporairement définies de la façon suivante : 
- au nord-ouest par l’angle joignant le sommet du Zizintepetl (3 250 m), Tlacotepec de Diaz et Villa del Rio ;
- au sud-est par le Rio Petlapa ;
- à l’ouest et à l’est par les lignes nord-sud passant respectivement par le sommet du Villa del Rio.

Cette zone recoupe les municipalités de San Sebastian, Tlacotepec et de Coyomeapan.

## Historique d'expéditions
(février 2014).

### Mexpé 1987
- Sótano del Alhuastle : -410 m, record du monde de la verticale souterraine absolue (329 m), battu quelques années plus tard.
- Sótano de los Planos : -694 m, à l’époque 15e plus profond gouffre du Mexique.
- Découverte et exploration jusqu'à -200 m du Sótano Ehecoklh, première pièce du puzzle du Sistema Tepepa.

### Mexpé 1988
- Ehecoklh, devenu Sistema Ehécatl, passe à -533 m et 4,9 km de développement.
- Olfastle Niebla, 2e pièce du futur Sistema Tepepa, découvert et exploré jusqu'à -518, plus de 3 km de développement.
- Plus de 15 km de galeries explorées dans cette seule expédition.

### Mexpé 1990
- Olfastle de Niebla poursuivi jusqu'à -732, développement 5,3 km.
- Découverte et exploration partielle du Nelfastlegotetl, gouffre de plus de 300 m de profondeur qui s’approche du fond d’Olfastle de Niebla.

### Mexpé 1991
- Sistema Ehécatl passe à -553.
- Olfastle de Niebla poursuivi jusque -780, développement 8 km. Nelfastlegotetl joint avec Olfastle de Niebla.
- Découverte et exploration du gouffre Las Brumas, -388 et 3,5 km de galeries.
- Découvertes de nombreuses nouvelles entrées à 2 200 m d’altitude, dont le CT1-6 exploré jusqu’à -279.
- Découverte et premières explorations dans la résurgence Xalltégoxtli à l’altitude 600 m.
- Plus de 14 km de nouvelles galeries explorées.

### Mexpé 1992
- Équipe légère au plateau à 2 200 m. Météo difficile. Le CT1-6 passe à -330.

### Mexpé 1994
- Retour à 2 200 m : poursuite des explorations et découverte de nouveaux trous, qui tous sont colmatés vers -300 pour des raisons de géologie structurale.
- Découverte et exploration du TP4-27, jonction avec Olfastle de Niebla.
- Plus de 10 km de nouvelles galeries.

### Mexpé 1997
- Vérification de nombreuses suites possibles laissées par des expéditions précédentes, surtout dans et autour d’Olfastle de Niebla.
- Exploration du TP5-17, jonction avec le TP4-27 : accès plus direct vers des suites prometteuses dans cette partie du réseau.
- Près de 3 km de nouvelles galeries.

### Mexpé 2000

#### Expédition 1
- Pour la première fois, des pistes suggérant une éventuelle jonction entre le TP4-27 et le Sistema Ehécatl sont identifiées : c’est l’un des principaux objectifs de cette expédition.
- Un accident malencontreux mobilise cependant tous les participants. Le blessé est sauvé. Un quiproquo diplomatique met fin abruptement à l’expédition.
- Près de 2 km de nouvelles galeries.

#### Expédition 2
- Poursuite de l’exploration de la résurgence Xalltégoxtli. Jonction réalisée avec Sistema Ehécatl, qui devient la seconde plus profonde traversée du Mexique : 756 m de dénivelé et 13,3 km de longueur.

#### Expédition 3
- Collaboration sur le terrain avec les spéléos mexicains du GEU de l'UNAM dans un secteur voisin du nôtre, vers 1 800 m d’altitude.

### Mexpé 2002
- Travaux dans la zone de Hoya Grande, la plus grande dépression karstique de la Sierra Negra.
- Découverte et exploration de la grotte Gimnástica Selvática, -426 m, 1,5 km de développement, qui ne semble séparée de Las Brumas que par une courte section noyée (siphon).
- Confirmation de la jonction entre TP4-27 et Olfastle de Niebla, et découverte de celle soupçonnée entre TP4- 27 et Sistema Ehécatl. Le réseau ainsi formé s’appelle Sistema Tepepa, -899 m et 26,5 km de développement. Le dénivelé de la seconde plus profonde traversée mexicaine passe à -782 mètres.

### Mexpé 2003
- Retour dans la zone de Hoya Grande.
- Poursuite des explorations dans la grotte Gimnástica Selvática, qui sans gagner en dénivelé dépasse maintenant 3 km de développement.

### Mexpé 2005
- Expé légère, reconnaissance de nouvelles zones.
- Zone sommitale du Zizintepetl, point culminant de toute la Sierra Negra (3 260 m d’altitude). Beaucoup de cavités, peu de développement.
- Zone de Buenavista et Tequixtepec. Reconnaissance d’un trio de puits d’entrée parcourus par un torrent, arrêt sur manque de corde à -60 m.
- Premiers contacts avec les autorités de Tequixtepec, où plusieurs cavités nous ont été rapportées.

### Mexpé 2006
- Poursuite des travaux sur les secteurs de Hoya Grande et Buenavista, en plus d’une incursion sur un plateau prometteur situé vers 1 800 m d’altitude.
- De nombreuses nouvelles entrées donnent dans la Ciudad portant ce réseau à 6.7 km de développement et -299 m de profondeur.
- La découverte du TP6-06-17 permet de réaliser l’importante jonction entre Gimnástica Selvática et Las Brumas. Ainsi, le Sistema Brumas-Selváticas dépasse les 8 kilomètres de développement et s’enfonce jusqu’à -473 m.
- Les Amonts des Galérics, une cavité longue de 1,5 km et située au fond de Hoya Grande rejoint le Sistema de Tepepa. Ce dernier atteint maintenant 27 789 m, pour -900 m de profond.
- L’exploration rapide, à la toute dernière journée d’expédition, de l’imposant puits Sótano Tres Quimeras laisse présager de nombreux kilomètres de première très aquatique pour la prochaine expédition !

### Mexpé 2007
- Poursuite des travaux sur les secteurs de Hoya Grande et Buenavista, en plus d’une incursion dans le secteur aux environs de Las Brumas.
- L’exploration du gouffre Sótano Tres Quimeras jusqu'à la cote de -513 m, pour un développement de 2,3 kilomètres.
- Découverte et exploration de la grotte du Vingtième, qui dépasse les 3,5 kilomètres de développement.
- Poursuite de l'exploration de l'extension sud-est de La Ciudad sur 1,1 km, portant le développement de cette grotte à 7,8 km.

### Mexpé 2008
- Exploration dans le secteur de Hoya Grande.
- Au total, 4,3 kilomètres de galerie furent topographiées.
- L'équipe travaille toujours d'arrache-pied à la production des topographies et du rapport d'expédition.

### Mexpé 2009
- Exploration finale de Sótano Tres Quimeras
- Deuxième plus profonde traversée souterraine des Amériques
- Développement de 5.2 kilomètres pour une profondeur de 815 mètres.
- Développement de bonnes relations avec les habitants de Tequixtepec et exploration du Sotano del Centro (-122mètres)

### Mexpé 2011
- Avec douze participants sur l'expédition, ce sont plus de 6,1 kilomètres de galeries qui furent explorées et topographiées.
- La Traversita | développement 2 203 m | profondeur -165 m
- Flor del Sol | développement 1 075 m | profondeur -70 m
- Sótano Datong Oshko | développement 900 m | profondeur -334 m
- Cueva Fútbol | développement 877 m | profondeur -413 m
- Sótano Cañón "S" | développement 827 m | profondeur -216 m
- Cueva Hugo | développement 189 m | profondeur -135 m

### Mexpé 2012
- Retour sur la zone de 2011
- Cueva Fútbol | développement 1176 m | profondeur 555 m
- Sótano Cañón "S" | développement 989 m | profondeur 256 m
- Chicharon Vegetariano | développement 743 m | profondeur 299 m
- Beaucoup de prospection
- Au total, 24 nouvelles entrées sont explorées et plus de trois kilomètres de galerie furent topographiée.

### Mexpé 2013
- Nouvelle zone, Haut-plateau de Tequixtepec.

### Mexpé 2014
- Retour sur la zone, Haut-plateau de Tequixtepec.